# DEMO
DEMO, acroniem voor Design & Engineering Methodology for Organizations, is een methode om bedrijfsprocessen te beschrijven, waarbij het handelen van mensen centraal staat.

## Algemeen
DEMO is een methodiek voor het ontwerpen, inrichten en onderling koppelen van organisaties. Hierbij staan de 'communicatieve acties' centraal: communicatie is essentieel voor het functioneren van organisaties. Afspraken tussen medewerkers, klanten en toeleveranciers komen immers tot stand door te communiceren. Hetzelfde geldt voor de acceptatie van geleverde resultaten.
De DEMO-methodologie is gebaseerd op de volgende uitgangspunten:
- De essentie van een organisatie is dat ze bestaat uit mensen die met bevoegdheid en verantwoordelijkheid handelen en onderhandelen.
- Het modelleren van bedrijfsprocessen en informatiesystemen is een rationele activiteit, die leidt tot uniformiteit.
- Informatiekundige modellen dienen begrijpelijk te zijn voor alle betrokkenen.
- Informatiesystemen dienen te 'passen' bij de belevingswereld van hun gebruikers.

De DEMO-denkwijze biedt een samenhangend begrip van communicatie, informatie, actie en organisatie. De scope is hierbij verschoven van "Information Systems Engineering" naar "Enterprise Engineering", waarbij een helder begrip van zowel de informatiesystemen als de organisaties centraal staat: een informatiesysteem is een deel van de organisatie van een enterprise, geïmplementeerd m.b.v. ICT.

## Geschiedenis
DEMO is ontwikkeld aan de Universiteit van Maastricht en de TU Delft door Jan Dietz vanaf het begin van de jaren 1990. De naam was oorspronkelijk een acroniem voor "Dynamic Essential MOdelling". Het bouwt voort op het Language-Action Perspective (LAP), wat is voortgekomen uit het werk van onder andere John Austin, John Searle en Jürgen Habermas sinds de jaren 1960. Natural language Information Analysis Method" (NIAM) van Sjir Nijssen, en Object Role Modeling (ORM) van Terry Halpin zijn verwant aan DEMO maar bestrijken slechts een van de vier aspectmodellen, namelijk het Fact Model.
Rond 2000 is de uitleg van het acroniem DEMO gewijzigd in "Design & Engineering Methodology for Organisations". In het nieuwe millennium is DEMO door Jan Dietz verder uitgewerkt tot Enterprise Ontology. DEMO wordt verder beheerd en ondersteund door het Enterprise Engineering Institute.

## Ondersteuning door tools
Er zijn diverse software tools ontwikkeld die DEMO ondersteunen. Zie voor een overzicht de deelsite van het Enterprise Engineering Institute daarover: ee-institute.org/demo/tooling

## DEMO onderwerpen

### Abstractieniveaus
DEMO gaat ervan uit dat een organisatie bestaat uit drie geïntegreerde lagen:
- de O-organisatie,
- de I-organisatie en
- de D-organisatie.

De O-organisatie (O van Origineel) is de laag waarop originele nieuwe feiten worden gecreëerd. Het ontologisch( d.w.z. inrichtingsonafhankelijke) model van deze laag vormt volgens DEMO de essentie van de organisatie. Inzicht in die bedrijfslaag is het juiste vertrekpunt bij het inrichten van een organisatie, waaronder de software om de bedrijfsprocessen te ondersteunen.
Vanuit deze visie komt men tot een indeling in drie perspectieven of niveaus van abstractie:
- essentieel : de O-organisatie
- informationeel : de I-organisatie (I van informationeel)
- documenteel : de D-organisatie (D van documenteel)

### Modellen van een organisatie
DEMO biedt een viertal gerelateerde modellen van een organisatie:
- het samenwerkingsmodel (Cooperation Model)
- het procesmodel (Process Model)
- het actiemodel (Action Model)
- het feitenmodel (Fact Model)

Elk van deze modellen wordt uitgedrukt in eigen diagramsoorten en andere uitdrukkingsvormen.

### Transactieprincipe
Als iemand (een persoon) wil bereiken dat iemand anders zorgt voor een gewenst resultaat dan zal de communicatie hierover beginnen met een verzoek. De persoon die voor het resultaat moet zorgen, kan als reactie op een verzoek een belofte doen (of een afwijzing, waarop een discussie volgt over die afwijzing). Enige tijd later, als aan het gewenste resultaat is bereikt, kan worden verklaard dat het gewenste resultaat is bereikt. Als dit resultaat ook wordt geaccepteerd door de persoon die er om had gevraagd dan is het resultaat een feit (als de verklaring wordt verworpen, vindt daarover een discussie plaats). Het hier beschreven patroon in de communicatie tussen twee personen wordt in DEMO een transactie genoemd. Een boomstructuur van transacties wordt in DEMO een bedrijfsproces genoemd.

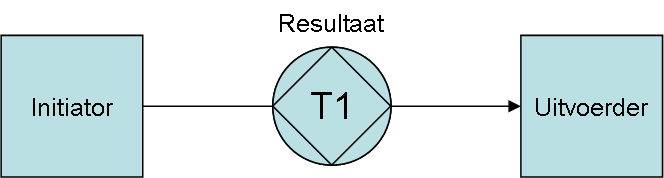
Diagram van het principe van een DEMO transactie tussen twee actors

## Verdere publicaties
- Jan L.G. Dietz (1999). DEMO : towards a discipline of Organisation Engineering In: European Journal of Operations Research, 1999.
- Jan L.G. Dietz (2006). Enterprise Ontology – Theory and Methodology, Springer-Verlag Berlin Heidelberg.
- Mulder, J.B.F. (2006). Rapid Enterprise Design. Dissertatie, Technische Universiteit Delft. VIAgroep Rijswijk.
- Op 't Land, M. (2008). Applying Architecture and Ontology to the Splitting and Allying of Enterprises. Dissertatie, Technische Universiteit Delft.
- Dietz, Mulder (2020). Enterprise Ontology, A Human-Centric Approach to Understanding the Essence of Organisation, Springer-Verlag Berlin Heidelberg.
- Dietz, van Dipten, Krouwel, Kuipers, de Mik en Theuwissen-Krol (2021). Begrijpen en Maken van Essentiële Modellen. Serie Werken met DEMO (WmD). Enterprise Engineering institute.